# مستشفى الأمير علي بن الحسين العسكري
يقع مستشفى الأمير علي بن الحسين في وسط محافظة الكرك على مساحه أرض تبلغ حوالي (70) دونم، حصل المستشفى على شهادة اعتماد المؤسسات الصحية بعد ان استوفى المعايير بالنسبة لمجلس اعتماد المؤسسات الصحية عام 2012 (HCAC) 

## محتويات المباني
- المبنى الأول[2]
  - الطابق الأول:-(قسم جراحة وباطنية رجال -قسم العناية الحثيثة-قسم التعقيم-قسم الجهاز الهضمي-قسم الفسيولوجي-استرحة الزوار-مكتب العلاقات العامة)
  - الطابق الثاني:-(مكتب اعتمادية المستشفيات-قسم الأطفال-قسم جراحة وباطنية نساء-قسم العمليات والإنعاش-قسم العمليات اليومية-قسم التوليد-قسم الخداج)
- المبنى الثاني:-[2]
  - طابق التسوية:-(قسم الاشعة المقسم-نادي ضباط الصف والافراد-المطبخ الرئيسي-وحدة المصبغة الرئيسية -ثلاجة الموتى)
  - الطابق الارضي:-(قسم الطوارئ وعيادات الطوارئ-الصيدلية الرئيسية والمناوبة-قسم المختبر -قسم الكلى)
  - الطابق الأول:-(سجل المرضى-العيادات الخارجية مكتب التأمين الصحي-مكتب المتقاعدين العسكريين -قاعة المحاضرات-مكتب التحاليل الطبية)
  - الطابق الثاني:-(قاعة الإنترنت والمكتبة-نادي الضباط-منامات الضباط-استراحة الضباط)
- المباني الخارجية:-[2]
  - عيادات الاسنان
  - قسم المعالجة الفيزيائية والاطراف الاصطناعية
  - مكتب ذوي الاحتياجات الخاصة
  - نادي الضابطات
    - الطابق الأول حضانه الأطفال
    - الطابق الثاني سكن الضابطات والمجندات

  - العهدة الرئيسية
  - الإدارة
  - النقليات
  - المحرقة
- مبنى يضم:-[2]
  - الطابق الارضي قيادة المعسكر ومكتب المحاسبة ومكتب الاجهزة الطبية
  - الطابق الثاني يضم مكتب الأمن العسكري
  - الطابق الثالث يضم سكن المرشحين الجدد
- مبنى يضم مشاغل الاجهزة الطبية والصيانة وسكن الافراد وضباط الصف[2]
- مبنى المسجد يقع خلف مبنى الطوارئ والعيادات[2]

## الخدمات الطبية المتاحة
1-المختبرات وتضم ما يلي:-
- بنك الدم
- الكيمياء الحيويه
- مبحث الدم
- الهرمونات
- الأنسجة
- زراعة العينات بأنواعها
- البراز الروتيني
- البول الروتيني
  - فحص غازات الدم

2-العمليات الجراحيةويضم ما يلي:-
- الأنف، الأذن، الحنجرة
- الجراحة العامه
- النسائية
- جراحة العظام
- جراحة العيون
- جراحة المسالك البولية
- جراحة الأطفال

3-الأسنانويضم ما يلي:-
- عمليات جراحيه (جراحة الفم والفكين)
- عمليات الأطفال
- عمليات اللثة
- تقويم الأسنان
- معالجه تحفظيه
- الأسنان الاصطناعية (الاستعاضة السنية)
- المعالجة اللبيه (سحب العصب)
- خدمات اشعه تشخيصيه (بانوراما)

4 –الأشعة والتصوير التشخيصيويضم ما يلي:-
- - صور شعاعيه عاديه
  - تصوير الامواج الفوق صوتيه
  - التصوير الطبقي الحلزوني
  - تصوير الشرايين والاوردة الملونة
  - تصوير الرنين المغناطيسي.

5-وحدة العلاج الطبيعيوتضم ما يلي:-
- قسم التشخيص والتقييم
- قسم التمارين العلاجية

6 –وحدة الكلية الاصطناعيةوتضم ما يلي:-
- تنقية الدم

7 –وحدة الجهاز الهضمي والكبدوتضم ما يلي:-
- تنظير المريء والمعدة والاثنى عشر
- تنظير القولون (الأمعاء الدقيقة)

8-وحدة المعالجة التنفسية وتضم ما يلي:-
- أجهزة التنفس المتقطع
- فحص سعة التنفس
- تخطيط التنفس بالكامل
- التنفس الآلي
- كمامة الأكسجين المنظمة
- أجهزة تمرين الرئة
- تبخيره بالرذاذ
- كمامة الأكسجين مع الضغط

9-وحدة تخطيط القلب وتضم ما يلي:-
- تخطيط القلب المستمر
- تخطيط القلب العادي
- فحص صدى القلب
- فحص الجهد

10– الوحدات المتخصصة وهي كما يلي:
(وحدة العناية الحثيثة
- وحدة أطفال الانابيب
- وحدة العناية الحثيثة للمواليد
- وحدة العناية اليومية
- وحدة الخداج
- الغرف الخاصة)
11-العيادات الخارجية وتقدم الخدمات التالية:-
(باطنية عامة
- انف واذن وحنجرة
- امراض جلدية وتناسلية
- اسنان
- جراحه عامه
- أطفال
- نسائية الحوامل
- مفاصل
- عيون (شبكية)
- جراحة المسالك البولية
- عظام
- الصدرية
- امراض الدم والاورام
- جراحة الدماغ والاعصاب
- باطنية دماغ واعصاب
- امراض الغدد الصماء
- نفسية
- امراض الكلى
- امراض القلب
- امراض الجهاز الهضمي
- التنفسية
- جراحة الأطفال)
12-الطوارئ
عيادة الطب العام
13-الصيدلة  وتضم ما يلي:-
- الصيدلية الرئيسية
- الصيدلية المناوبة

## وصلات خارجية
مستشفى الأمير بن حسين العسكري

## انظر ايضًا
- قائمة المستشفيات في الأردن